# Гадеберг, Ноа
Ноа Соннич Гадеберг (дат. Noah Sonnich Gadeberg, род. 25 февраля 2007) — датский велогонщик, выступающий в категории юниоров. Представляет клуб Aalborg Cykle-Ring и команду Team Aalborg Talent Sparekassen Danmark.

## Карьера
Ноа Соннич Гадеберг начал свою карьеру в юниорском велоспорте. 
В 2023 году, в возрасте 16 лет, он дебютировал на национальном чемпионате Дании среди юниоров. В этой гонке он финишировал на 57-м месте, отстав от победителя на 11 минут 6 секунд.
В 2024 году он продолжил выступления за Team Aalborg Talent Sparekassen Danmark, участвуя в национальном чемпионате Дании, где занял 49-е место, и других национальных гонках.

## Достижения
2021
10-й на Гран-при Vrads Bjerg
7-й на Vejen BC / Esbjerg CR
9-й на Odder CK
2023
2-й этап Tour de Himmelfart
8-й на Agro-Top løbet Skive
3-й на Гран-при Vrads Bjerg